# Abahani Limited Dhaka
Maillots
Le Abahani Limited Dhaka (en bengali : আবাহনী লিমিটেড), plus couramment abrégé en Abahani Limited, est un club bangladais de football fondé en 1972 et basé à Dacca, la capitale du pays.

## Palmarès
| \| - Championnat du Bangladesh (17) : - Champion : 1974, 1977, 1981, 1983, 1984, 1985, 1989-90, 1992, 1994, 1995, 2000, 2007, 2008-09, 2009-10, 2012, 2016 et 2017-18. - Coupe du Bangladesh (12) : - Vainqueur : 1982[2], 1985, 1986, 1988, 1997, 1999, 2000, 2009-10, 2016, 2017, 2017-18 et 2021-22. - Finaliste : 1981, 1983, 1988-89, 1994, 1995, 2008, 2009 et 2022-23. \| \| - Supercoupe du Bangladesh (1) : - Vainqueur : 2011. \| |  |                                                      |
| - Championnat du Bangladesh (17) : - Champion : 1974, 1977, 1981, 1983, 1984, 1985, 1989-90, 1992, 1994, 1995, 2000, 2007, 2008-09, 2009-10, 2012, 2016 et 2017-18. - Coupe du Bangladesh (12) : - Vainqueur : 1982, 1985, 1986, 1988, 1997, 1999, 2000, 2009-10, 2016, 2017, 2017-18 et 2021-22. - Finaliste : 1981, 1983, 1988-89, 1994, 1995, 2008, 2009 et 2022-23.                                                                     |  | - Supercoupe du Bangladesh (1) : - Vainqueur : 2011. |

## Personnalités du club

### Présidents
- Kazi Nabil Ahmed

### Entraîneurs
- Andrés Cruciani (février 2007 - mai 2007)
- Amalesh Sen (May 2007 - 2010)
- Ali Akbar Pourmoslemi (2010 - 2011)
- Amalesh Sen (2010 - 2011)
- Ali Akbar Pourmoslemi (décembre 2011 - 2012)
- Ardeshir Pournemat Vodehi (novembre 2012 - mai 2013)
- Nathan Hall (octobre 2013 - novembre 2013)
- Amalesh Sen (novembre 2013 – décembre 2013)
- Ali Akbar Pourmoslemi (décembre 2013 - 2014)
- Amalesh Sen (2014)
- György Kottán (décembre 2014 - juin 2015)
- Amalesh Sen (juillet 2015 - août 2015)
- Drago Mamić (avril 2016)
- Amalesh Sen (avril 2016 - mai 2016)
- György Kottán (mai 2016 - décembre 2016)
- Drago Mamić (février 2017 - novembre 2017)
- Atiqur Rahman Atiq (décembre 2017 - février 2018)
- Saiful Bari Titu (février 2018 - mai 2018)
- Jakaria Babu (septembre 2018 - décembre 2018)
- Mário Lemos (décembre 2018 - ?)